# جيريمي تومسون (لاعب كرة قدم أمريكية)
جيريمي تومسون (بالإنجليزية: Jeremy Thompson)‏ هو لاعب كرة قدم أمريكية أمريكي، ولد في 9 أكتوبر 1985 في مقاطعة كامدن في الولايات المتحدة.

## وصلات خارجية
- جيريمي تومسون على موقع مرجع كرة القدم المحترفة.كوم (الإنجليزية)